# 4-Sight Records
4-Sight Records is een Miami Bass/Old School platenlabel ontstaan in Fort Lauderdale, Florida en geeft hoofdzakelijk electro rap uit.
Eigenaar Billy Hines beheerde en runde aanvankelijk de platenwinkel Royal Sounds in winkelcentrum Lauderhill, waar hij draaitafels had aangesloten op het P.A. systeem van de winkel. Billy's zoon Adrian (ook bekend als de hiphopper MC ADE probeerde vaak nieuwe platen uit in de winkel en jeugdige klanten hingen er vaak rond om óf naar de nieuwe muziek te luisteren óf de dj in de zaak zelf te zijn. Billy Hines stond het toe dat de zaak dienstdeed als hangplek en op die manier de klanten binnenhaalden die daar hun geld uitgaven, want op die manier bleef hij ook op de hoogte wat voor muziek hij moest bestellen voor de toekomstige klanten. Zo werd het een soort "thuisbasis" voor aankomende rapartiesten in Fort Lauderdale.
In 1984 realiseerde Billy Hines zich dat de plaatselijke voorraad van electro- en rapmuziek groter was dan de totale bevoorrading, dus zorgde hij snel dat er een platenlabel vanuit zijn winkel kwam. Hoewel zijn zoon Adrian zijn "luisterend oor" was, maakt Adrian nog niet een volwaardig beginnende producer. Billy Hines klopte bij de plaatselijke producer Frank Cornelius aan om de touwtjes in handen te nemen en zo werden veel vaste klanten artiesten, dj's, tekstschrijvers, en later producenten voor de uit te brengen muziek. Voordat hij zelf artiest werd, werd Adrian als de sleutel van het label gezien. Toch werd zijn rol als creatief manager in de beginjaren door de artiest zelf vervuld bij de totstandkoming van een album.
Met Bass Rock Express, het nummer waar MC ADE in 1985 succes boekte, werd het label bij toeval de eerste officiële Miami Bass-plaat en werd het een inspiratie voor toekomstige labels als "Luke Skyywalker Records". Kort daarna sloot Billy Hines de platenzaak en wijdde zich totaal aan de platenindustrie.
Gedurende die tijd kwam de toekomstige superster van "Freestyle muziek" (ook bekend als "Latijnse hiphop") Stevie B naar de studio om zaken te doen, maar werd afgewezen. Voordat Stevie B zijn faam vond met Party Your Body, maakte hij een parodie op een nummer van MC ADE onder het pseudoniem Freddy Krueger, wat verwees naar een thema van A Nightmare on Elm Street waar MC ADE zojuist een plaat van had opgenomen. Ondanks deze eenmalige klacht, werkten Stevie B en 4-Sight samen verder met een label die mysterieus bekendstaat als Secret 4-Sight Records.
Toen Miami Bass tussen 1987 en 1989 van muziek veranderde, kwam 4-Sight Records in het midden te staan wat hun richting erg verzwakte. Nog voor 1987 werden er in Zuid Florida diverse richtingen van rap gemaakt en de Bass-platen die volgden vertrouwden hoofdzakelijk op het gebruik van de Roland TR-808 drummachine. In die tijd domineerde Frank Cornelius de muziek van het label, maar hij moderniseerde zijn installatie en muziek niet direct toen in 1987 installatiefabrikantE-MU met een "drum-sampler" (SP1200) op de markt kwam. Tussen hiphop-rapper Eric G's producties van de electrogroep Dynamix II (die in 1987 met nummer "Just Give the DJ a Break" uitbrachten) en de hiphopgroep Afro-Ricans (die ook in 1987 het nummer "Give it All You Got (Doggy Style)" uitbrachten) door, werd de tonale muziek van Miami Bass de nieuwe trend. Maar deze trend kwam pas nadat de producers een uitweg hadden gevonden in de SP1200, die hen in staat stelde de proeftijd te maximaliseren tot een nieuw klankpalet. De muziek van Frank Cornelius begon achter te raken. 4-Sight ondermijnde de nieuwe sound toen een paar klanten van Royal Sounds een productieteam vormde onder de naam "The Whiz Kids"; zij waren in staat een nieuwe sound voor het label te creëren. Soms kan het erg pijnlijk zijn om op de trends en de tijd vooruit te lopen en dat bewijs leverde The Whiz Kids met hun productie van Gigolo Tony's album in 1988 aan het publiek van 4-Sight, wat het label financieel bijna de kop kostte. Maar een jaar later werd 4-Sight van de ondergang gered, toen het album van MC ADE uitkwam en een groot succes was. 
Na deze schermutseling werd Billy Hines erg voorzichtig met wat hij uitbracht, waardoor hij veel trends miste. Albums kregen nog maar weinig creatieve aanwijzingen van Billy Hines, omdat hij de jeugd niet meer polste. Daardoor raakte het label langzaam in verval en werd de zaak in 1990 gesloten.